# IBM RS/6000

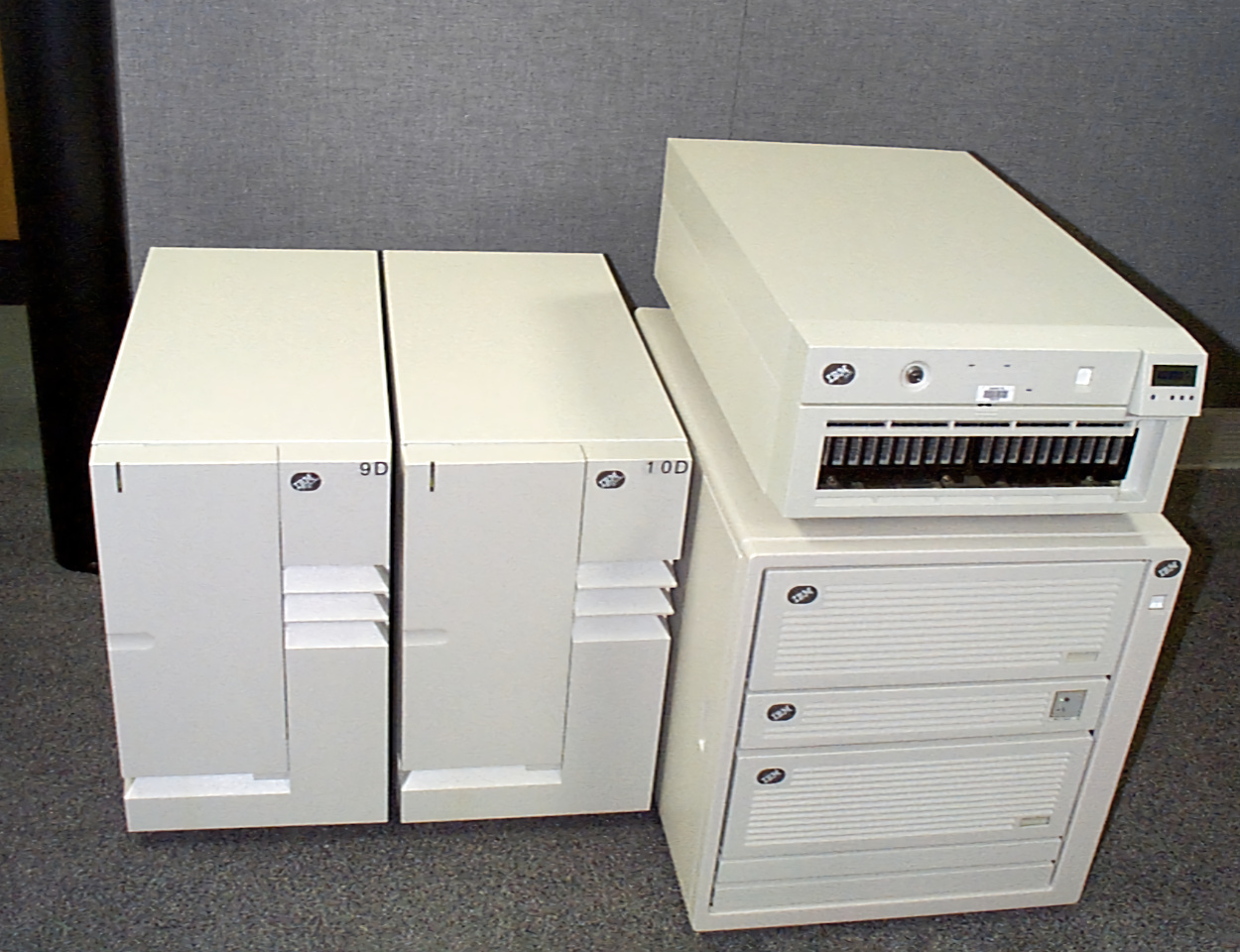
IBM RS/6000

IBM RS/6000(RISC System/6000, RS/6000)은 1990년대 IBM이 만든 RISC 기반 유닉스 서버, 워크스테이션, 슈퍼컴퓨터 제품군이다. RS/6000 제품군은 1990년 2월에 IBM RT PC 컴퓨터 플랫폼을 대체했으며 IBM의 POWER 및 PowerPC 기반 마이크로프로세서 사용을 확인한 최초의 컴퓨터 라인이었다. 2000년 10월, RS/6000 브랜드는 POWER 기반 서버에서 폐기되고 eServer pSeries로 대체되었다. 워크스테이션은 인텔리스테이션 파워(IntelliStation POWER) 브랜드로 새로운 POWER 기반 워크스테이션이 출시된 2002년까지 RS/6000 브랜드로 계속되었다.